# مارتا فاستر کرافورد
مارتا فاستر کرافورد (به انگلیسی: Martha Foster Crawford) (متولد ۲۸ ژانویه ۱۸۳۰ - درگذشته ۱۹۰۹) نویسنده آمریکایی بود. 

## سالهای اولیه و تحصیلات
مارتا الیزابت فاستر در ۲۸ ژانویه ۱۸۳۰ در شهرستان جاسپر جورجیا متولد شد. او یکی از ده فرزند خانواده ای، شش پسر و چهار دختر بود.